# João Sousa
João Sousa, nome completo Joao Pedro Coelho Marinho de Sousa (Guimarães, 30 marzo 1989), è un ex tennista portoghese.
In singolare ha vinto quattro titoli nel circuito maggiore e si è spinto fino alla 28ª posizione del ranking ATP dove è sempre rimasto entro la top 100 tra il 2013 e il 2021, mentre in doppio ha raggiunto la 26ª e ha disputato la finale agli Internazionali d'Italia 2018. Il miglior risultato nelle prove del Grande Slam è stata la semifinale in doppio agli Australian Open 2019. Vanta inoltre diversi altri titoli nei circuiti minori. È stato definito il miglior tennista portoghese di tutti i tempi. Ha esordito nella squadra portoghese di Coppa Davis nel 2008.

## Carriera

### Carriera juniores e inizi da professionista
Gioca nell'ITF Junior Circuit tra il 2004 e il 2007, vince cinque titoli in doppio in tornei minori e nessuno in singolare. Nel gennaio 2007 raggiunge il 61º posto nel ranking mondiale di categoria. Nel frattempo aveva fatto le sue prime esperienze tra i professionisti, debuttando con una sconfitta in doppio nel circuito ITF nell'ottobre 2005 in un Futures spagnolo. Nell'agosto 2006 disputa il suo secondo torneo , sempre in doppio, e vince il primo incontro da professionista al Futures Spain F28. Il debutto in singolare nel maggio 2007 lo vede raggiungere i quarti di finale allo Spain F17.

### 2008-2009: primi titoli ITF, esordio in Coppa Davis e nel circuito ATP
Terminata la carriera tra gli juniores, si dedica al professionismo e nel gennaio 2008 alza il primo trofeo vincendo il torneo di doppio allo Spain F4. Ad aprile fa il suo esordio nel circuito maggiore al torneo di singolare dell'Estoril, supera le qualificazioni e al primo turno sconfigge Oliver Marach prima di venire eliminato al secondo da Frederico Gil. A giugno esordisce nel circuito Challenger a Costanza, non supera le qualificazioni in singolare mentre in doppio raggiunge la semifinale. Il mese dopo debutta in Coppa Davis e sconfigge in singolare Eleftherios Christou nella sfida contro Cipro. Ad agosto vince il secondo Futures in doppio allo Spain F30. Nel maggio 2009 viene sconfitto nella sua prima finale ITF in singolare e il mese successivo si impone in quella dello Spain F21. Nel prosieguo della stagione viene sconfitto in altre due finali in singolare e vince le due giocate in doppio.

### 2010-2011: primi titoli Challenger, top 200 del ranking
Nel 2010 inizia a giocare con maggiore frequenza nel circuito Challenger, nell'arco della stagione disputa per due volte i quarti di finale in singolare, mentre in doppio vince a fine luglio il suo primo titolo di categoria a Tampere, dove in coppia con Leonardo Tavares supera in finale i lettoni Andis Juška / Deniss Pavlovs. Nel circuito ITF vince tra maggio e giugno tre titoli consecutivi in singolare a Valldoreix, Adeje e Lanzarote, in questi due ultimi tornei si impone anche nelle finali di doppio e la settimana dopo conquista il terzo titolo consecutivo anche in doppio a Puerto de la Cruz. In questo periodo entra nella top 300 del ranking in entrambe le specialità. A ottobre vince un altro torneo Futures di doppio a Cordova. Nel maggio 2011 vince due Futures consecutivi in Spagna e a giugno conquista il primo titolo Challenger in singolare a Fürth superando in finale Jan-Lennard Struff per 6-2, 0-6, 6-2, dopo che nei quarti aveva eliminato il nº 76 ATP Tobias Kamke; a fine torneo fa il suo ingresso nella top 200. Dopo una serie di risultati negativi, a ottobre vince il titolo sia in singolare che in doppio al Futures Spain F38 di Sabadell, in quella che resterà la sua ultima apparizione nel circuito ITF.

### 2012: un titolo Challenger in doppio e due in singolare, top 100
Dopo un inizio di stagione incerto, a fine febbraio disputa una semifinale Challenger e in aprile vince a Mersin il secondo titolo Challenger in singolare sconfiggendo in finale Javier Martí. A fine mese supera le qualificazioni all'ATP 500 di Barcellona e vince il suo secondo incontro nel circuito maggiore contro Igor Kunitsyn, per essere poi di nuovo eliminato da Fred Gil. Subito dopo si spinge per la prima volta ai quarti di finale in un torneo ATP all'Estoril ed esce di scena per mano di Albert Ramos Viñolas. Al suo quinto tentativo, supera per la prima volta le qualificazioni in una prova del Grande Slam al Roland Garros e viene subito eliminato da Marcel Granollers. La settimana successiva vince il titolo in doppio al Challenger di Fürth, dopo che aveva perso tutti gli incontri disputati in doppio nella prima parte della stagione. A luglio vince il torneo di singolare al Challenger di Tampere battendo in finale Éric Prodon. Verso fine stagione perde la finale al Città di Como Challenger e altre tre semifinali Challenger; in ottobre entra per la prima volta nella top 100, al 99º posto, e la settimana dopo sale al 92º, in una stagione che aveva iniziato al 192º. In doppio non va oltre il 254º posto di settembre.

### 2013: primo titolo ATP, due titoli Challenger e top 50

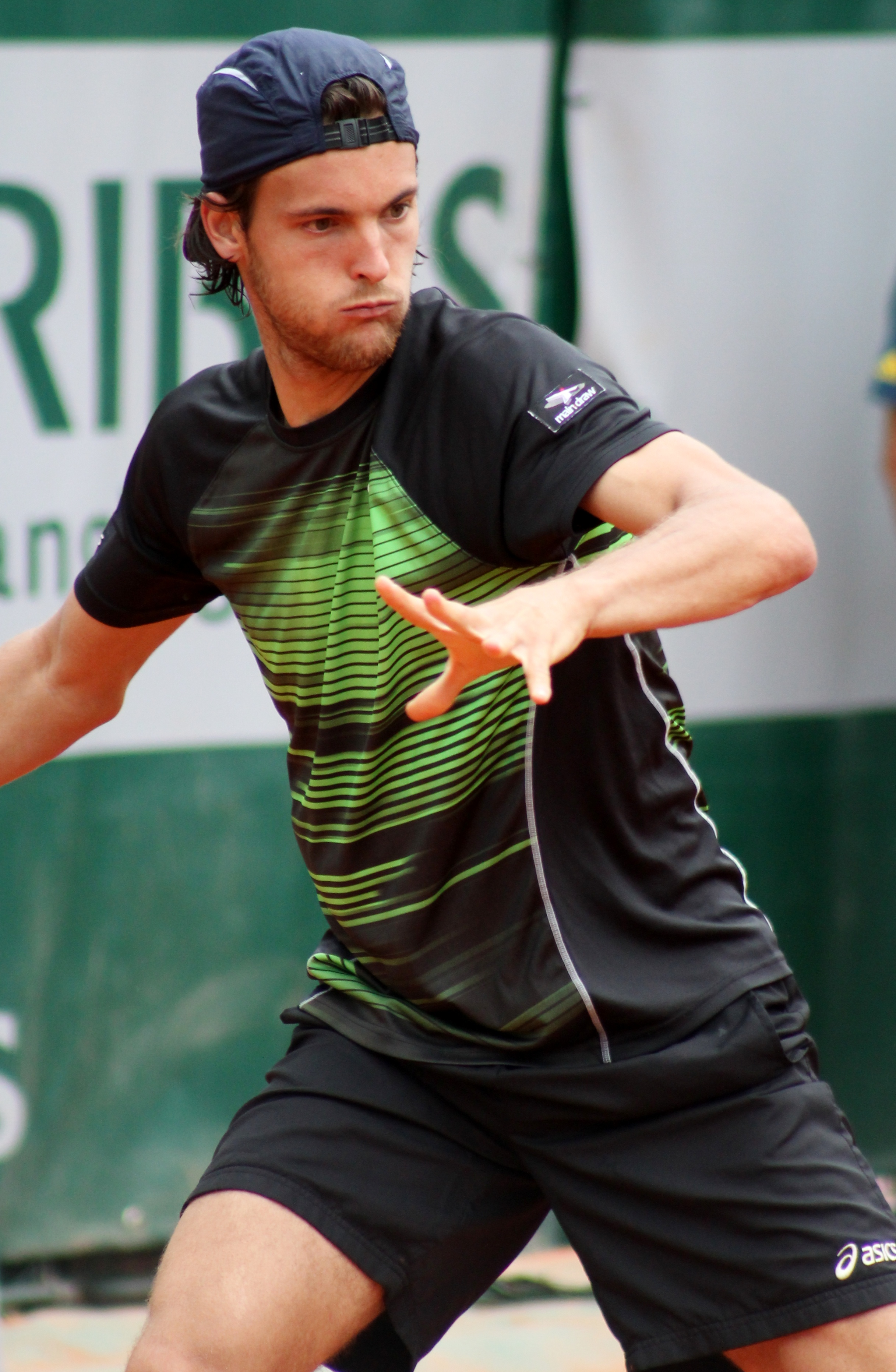
Sousa al Roland Garros 2013

Entra per la prima volta nel tabellone principale di uno Slam per diritto di classifica agli Australian Open 2013, supera il primo turno e al secondo cede a Andy Murray. Sale in 84ª posizione e gioca soprattutto nei tornei del circuito maggiore, raccogliendo però soprattutto sconfitte. Raggiunge il secondo turno anche al Roland Garros e la settimana dopo vince il Challenger di Fürth battendo in finale Wayne Odesnik. In luglio raggiunge altre due finali Challenger, perde quella alla San Benedetto Tennis Cup e vince quella del Guimarães Open contro Marius Copil; a San Benedetto viene sconfitto anche nella finale di doppio. Al primo turno degli US Open elimina il nº 29 ATP Grigor Dimitrov, supera quindi Jarkko Nieminen e al terzo turno Novak Đoković gli concede solo quattro giochi. Disputa la sua prima semifinale ATP a San Pietroburgo, sconfigge nei quarti di finale Dmitrij Tursunov e viene eliminato da Guillermo García López. Una settimana più tardi, il 29 settembre, con il successo in singolare al Malaysian Open di Kuala Lumpur, diventa il primo portoghese ad aggiudicarsi un torneo del circuito ATP. Dopo i successi contro Ryan Harrison e Pablo Cuevas, nei quarti batte in due set il nº 4 del mondo David Ferrer – nella sua prima vittoria su un top 10 – in semifinale elimina il nº 26 Jürgen Melzer e in finale ha la meglio in rimonta su Julien Benneteau con il punteggio di 2-6, 7-5, 6-4. A fine torneo sale al 51º posto del ranking e con il secondo turno raggiunto il mese dopo al Valencia Open arriva al 47º.

### 2014: due finali ATP e top 40 in singolare, top 100 in doppio
Dopo le precoci eliminazioni nei primi tornei stagionali, torna a salire in classifica raggiungendo per la prima volta i quarti in un torneo ATP 500 a Rio de Janeiro e subisce una dura sconfitta contro il nº 1 del mondo Rafael Nadal. Vince il suo primo incontro in un Masters 1000 a Indian Wells e al Miami Masters sconfigge Gilles Simon prima di essere eliminato al terzo turno da Tomáš Berdych. Raggiunge così la 38ª posizione mondiale, nei successivi tornei non consegue buoni risultati e torna a mettersi in luce a giugno disputando la semifinale sull'erba di 's-Hertogenbosch, persa contro Benjamin Becker. Eliminato al primo turno a Wimbledon, arriva in finale nel successivo ATP 250 di Båstad, viene seccamente battuto da Pablo Cuevas e il giorno dopo sale al 35º posto del ranking. Nei successivi sei tornei vince in totale due soli incontri, in settembre disputa una nuova finale ATP a Metz e viene sconfitto da David Goffin dopo che in semifinale aveva estromesso il nº 18 mondiale Gaël Monfils. Negli ultimi tornei stagionali esce spesso al primo turno, fra gli altri anche a Kuala Lumpur dove difendeva il titolo, e a fine anno scende al 54º posto. Nel corso della stagione consegue buoni risultati in doppio, in gennaio viene eliminato in semifinale a Sydney con Lukas Rosol, dopo che nei quarti avevano sconfitto a sorpresa i numeri 1 del mondo Bob e Mike Bryan. Disputa altre tre semifinali ATP e con Jack Sock raggiunge il terzo turno al Roland Garros, in ottobre entra per la prima volta nella top 100 di doppio e chiude il 2014 all'80º posto.

### 2015: un titolo su quattro finali ATP, 33º nel ranking

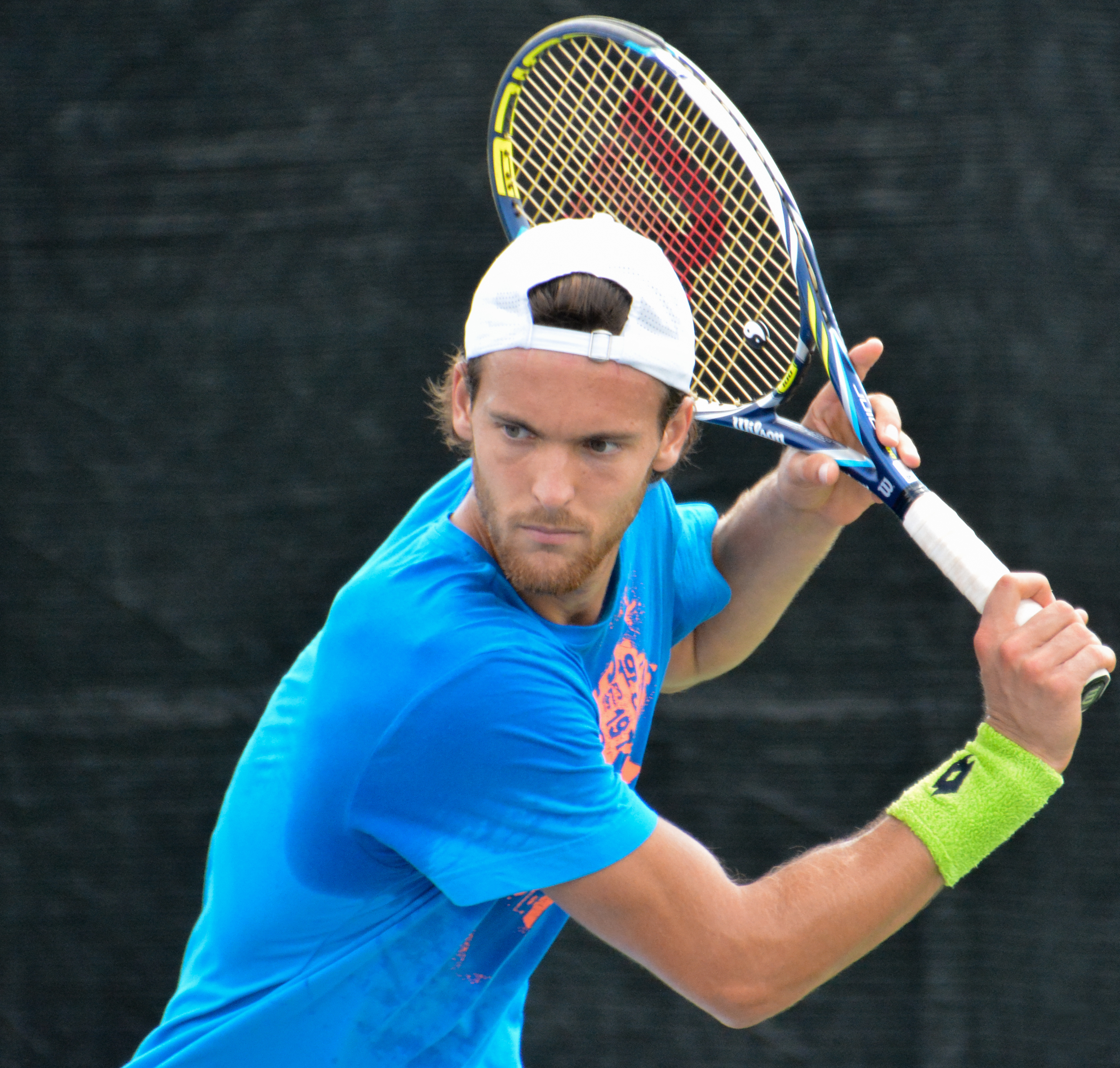
Sousa in allenamento a Montreal 2015

Si spinge per la prima volta al terzo turno agli Australian Open grazie al ritiro dell'avversario nel match di secondo turno, e viene eliminato da Andy Murray. Torna a disputare una semifinale ATP a Montpellier e viene eliminato da Jerzy Janowicz dopo il successo nei quarti sul nº 23 ATP Philipp Kohlschreiber. Vince due soli incontri nei nove tornei successivi, al primo turno del Madrid Masters si prende la rivincita su Janowicz e perde al secondo contro Stan Wawrinka. In maggio raggiunge la finale all'ATP 250 di Ginevra, supera tra gli altri Pablo Andujar e Federico Delbonis e cede in due set a Thomaz Bellucci. Viene di nuovo eliminato da Murray al secondo turno del Roland Garros e da Wawrinka al primo turno a Wimbledon. A Umago batte tre giocatori che lo precedono nel ranking, Andreas Seppi, Fabio Fognini e Roberto Bautista Agut, e raggiunge la finale, persa in due set contro Dominic Thiem. Al successivo ATP 250 di Gstaad esce di scena nei quarti di finale, sconfitto nel tie-break decisivo dal nº 14 del mondo David Goffin.
Vince un solo incontro nei quattro tornei disputati durante la trasferta americana; agli US Open, dove perde in singolare al primo turno, riscatta la fallimentare stagione in doppio raggiungendo con Leonardo Mayer i quarti di finale, il suo miglior risultato da inizio carriera in una prova del Grande Slam. A San Pietroburgo sconfigge in semifinale Thiem e in finale cede in tre set contro il nº 9 del mondo Milos Raonic. L'unico successo nei tre tornei giocati nella trasferta asiatica è quello sul nº 15 ATP Feliciano Lopez al primo turno a Tokyo. Dopo tre sconfitte nelle precedenti finali stagionali, si aggiudica quella di Valencia – ultimo torneo dell'anno – superando in tre set il giocatore di casa Roberto Bautista Agut; sulla strada per la finale elimina tutti giocatori che lo precedono in classifica, nell'ordine Gilles Müller, Benoit Paire, Pablo Cuevas e in semifinale Vasek Pospisil. Grazie a questo risultato, chiude la stagione con il nuovo best ranking al 33º posto.

### 2016: una semifinale ATP, quarti di finale al Madrid Masters e nº 28 nel ranking
Come l'anno precedente, si spinge fino al terzo turno degli Australian Open e viene eliminato da Murray, contro il quale patisce la settima sconfitta su altrettanti incontri giocati. Nei successivi cinque tornei non vince alcun incontro, torna al successo a Miami e si ferma al terzo turno contro il nº 1 del mondo Djokovic. A maggio raggiunge per la prima volta i quarti di finale in un Masters 1000 a Madrid in virtù dei successi su Nicolas Mahut, Marcel Granollers e Jack Sock; viene eliminato da Nadal, al quale strappa un set. Sale così al 30º posto mondiale, e con il secondo turno raggiunto agli Internazionali d'Italia si porta al 28º, che rimarrà il suo miglior ranking in carriera. Al successivo ATP di Nizza sconfigge nei quarti il nº 20 ATP Kevin Anderson e viene eliminato in tre set in semifinale dall'emergente Alexander Zverev, che disputa così la sua prima finale ATP. Sousa si ferma ancora una volta al secondo turno al Roland Garros, mentre vince per la prima volta un incontro a Wimbledon, supera anche il secondo turno e viene battuto al terzo da Jiri Vesely. Arriva quindi per due volte consecutive nei quarti di finale a Båstad e Umago.
Fa il suo esordio olimpico in agosto ai Giochi di Rio, al primo turno dispone con facilità di Robin Haase e perde subito dopo al terzo set contro Juan Martín del Potro, che conquisterà la medaglia d'argento. Anche in doppio esce al secondo turno, in coppia con Gastão Elias. Agli US Open arriva al terzo turno e viene eliminato da Grigor Dimitrov dopo aver sconfitto Feliciano Lopez. Verso fine stagione perde nei quarti di finale a San Pietroburgo contro Bautista Agut. Subisce la stessa sorte a Tokyo, dove al secondo turno approfitta del ritiro dell'idolo locale e nº 5 del mondo Kei Nishikori prima di essere sconfitto nei quarti da Goffin. Chiude il 2016 al 43º posto del ranking in singolare; in doppio vince alcuni incontri ATP nella prima parte della stagione e torna nei top 100 a giugno, l'eliminazione al primo turno agli US Open – dove era uscito nei quarti l'anno prima – lo porta a fine anno al 133º posto.

### 2017: due finali ATP
Inizia la stagione raggiungendo la finale a Auckland e viene sconfitto da Jack Sock dopo che aveva eliminato tra gli altri Albert Ramos Viñolas e in semifinale Marcos Baghdatis. Eliminato al primo turno agli Australian Open, si spinge fino ai quarti a Buenos Aires e in semifinale a São Paulo, dove Ramos Viñolas si prende la rivincita battendolo al terzo set. Si ferma al secondo turno nei Masters 1000 di Indian Wells, Miami e Monte Carlo, e nei successivi dieci tornei vince un solo incontro al Roland Garros. Torna a vincere due incontri di fila raggiungendo i quarti di finale a Gstaad e arriva in finale al successivo torneo di Kitzbühel, dove si arrende in due set a Philipp Kohlschreiber. Nell'ultima parte della stagione l'unico risultato di rilievo sono i quarti di finale giocati ad Anversa e chiude l'annata al 57º posto mondiale. Nei tornei di doppio ATP vince in stagione quattro soli incontri e passa dal 133º posto iniziale al 236º di fine anno.

### 2018: titolo all'Estoril, quarto turno agli US Open e finale in doppio a Roma

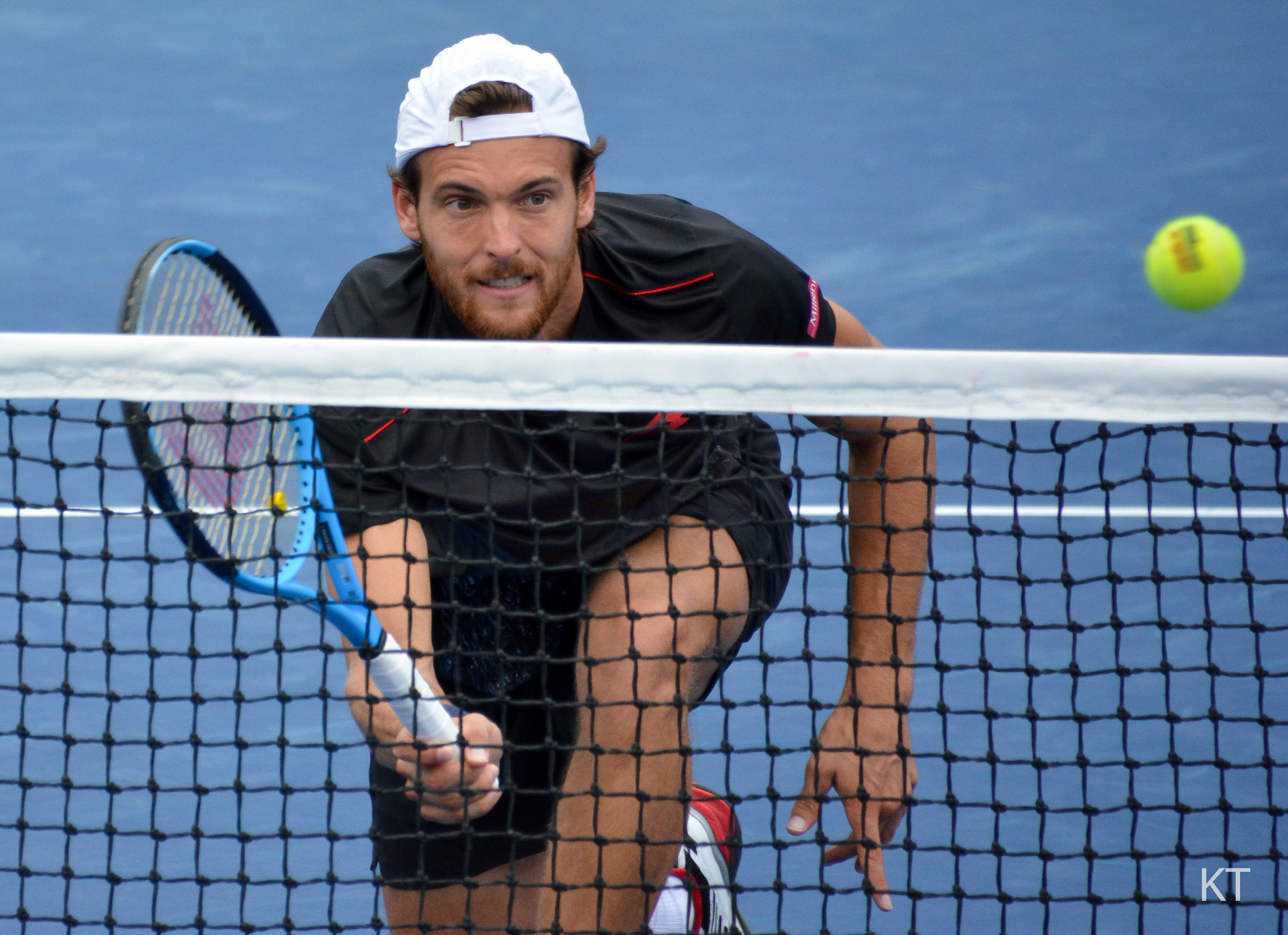
Sousa agli US Open 2018

Nei primi tornei stagionali non supera mai il secondo turno in singolare, ci riesce per la prima volta a Indian Wells sconfiggendo in tre set il nº 5 del mondo Alexander Zverev e viene subito eliminato da Milos Raonic. Torna così a scalare la classifica, nella quale era sceso all'85ª posizione, e per la prima volta raggiunge gli ottavi di finale a Miami, dove al secondo turno concede un solo gioco al nº 9 del mondo David Goffin, supera poi Jared Donaldson e viene eliminato dalla rivelazione stagionale Chung Hyeon. Inizia bene la stagione primaverile sulla terra battuta con la semifinale raggiunta a Marrakech e persa contro Pablo Andujar, che si aggiudicherà il torneo. Il 6 maggio consegue uno dei successi più significativi della carriera diventando il primo portoghese a vincere il torneo di casa dell'Estoril; elimina nell'ordine Daniil Medvedev, Pedro Sousa, Kyle Edmund e in semifinale Stefanos Tsitsipas, sconfitto nel tie-break decisivo. Conquista il suo ultimo titolo ATP battendo per 6-4, 6-4 Frances Tiafoe e a fine torneo rientra nella top 50. È il suo ultimo risultato di rilievo in stagione sulla terra battuta e torna a mettersi in luce a fine giugno arrivando nei quarti sull'erba di Adalia.
La serie di sei eliminazioni consecutive al primo turno nei successivi tornei ha fine agli US Open con il successo su Marcel Granollers, accede al terzo turno grazie al ritiro nel corso del quinto set di Carreño Busta e raggiunge per la prima volta il quarto turno in uno Slam eliminando il nº 17 ATP Lucas Pouille, prima della sconfitta in tre set patita contro Novak Đoković. Verso fine stagione perde contro Bernard Tomic la semifinale a Chengdu ed esce al secondo turno nuovamente per mano di Djokovic dal Paris Masters, dopo aver sconfitto il nº 20 ATP Marco Cecchinato. Nell'arco della stagione risale la classifica di doppio dal 236º posto iniziale al 44º di ottobre con diversi buoni risultati tra i quali spicca la sua unica finale ATP raggiunta in doppio, in coppia con Pablo Carreño Busta agli Internazionali d'Italia, dove si arrendono al terzo set contro gli specialisti Juan Sebastián Cabal / Robert Farah. Sempre in doppio raggiunge le semifinali di Estoril, Umago, Gstaad e Chengdu, nonché il terzo turno al Roland Garros e a Wimbledon.

### 2019: semifinali agli Australian Open e Madrid e 26º nel ranking in doppio
Eliminato al secondo incontro sia in singolare che in doppio nel primo torneo stagionale di Auckland, ottiene il suo miglior risultato nei tornei dello Slam spingendosi fino alla semifinale in doppio agli Australian Open assieme a Leonardo Mayer e vengono sconfitti in due set da Henri Kontinen / John Peers; in singolare vince due battaglie al quinto set contro Guido Pella e Philipp Kohlschreiber per cedere al terzo turno a Kei Nishikori. Nei successivi tornei supera il secondo turno in singolare solo a Miami, mentre riprende l'ascesa nella classifica di doppio arrivando nei quarti a Monte Carlo e in semifinale a Madrid, dopo la quale si trova alla 26ª posizione mondiale che rimarrà il suo miglior ranking in carriera.
In singolare arriva per la prima volta al quarto turno a Wimbledon e raccoglie solo sei giochi contro Rafael Nadal, dopo che aveva eliminato in tre set il nº 18 del ranking Marin Čilić. Viene sconfitto in semifinale a Båstad nel doppio e a Gstaad in singolare. Di nuovo con Mayer raggiunge i quarti in doppio agli US Open, dove si prendono la rivincita su Kontinen / Peers ed eliminano le teste di serie nº 2 Lukasz Kubot / Marcelo Melo prima di essere eliminati da Kevin Krawietz / Andreas Mies. Verso fine stagione sconfigge in due set a San Pietroburgo l'idolo locale e nº 9 del mondo Karen Chačanov e cede in semifinale in tre set a Borna Ćorić. Chiude il 2019 al 60º posto nel ranking di singolare e al 37º in doppio.

### 2020-2021: crisi e discesa nei ranking

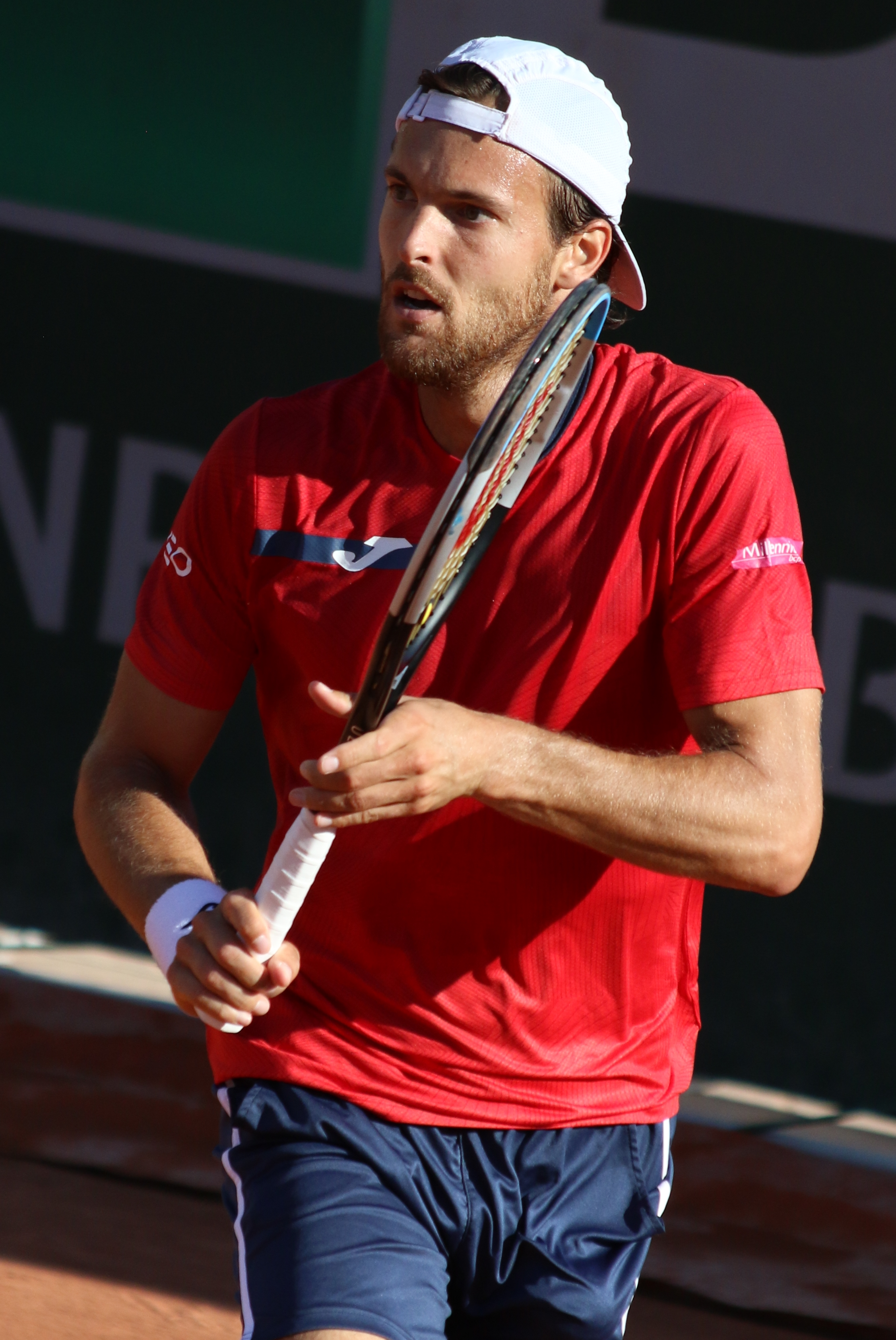
Sousa al Roland Garros 2021

Gli unici incontri che vince in singolare nel 2020 sono uno in Coppa Davis e alcuni altri nelle qualificazioni dei tornei ATP, mentre nei tabelloni principali – aggiungendo gli ultimi tre incontri persi nel 2019 – arriva a nove sconfitte consecutive. Non va meglio in doppio, gioca in stagione quattro soli incontri e vince solo quello disputato in Coppa Davis. Ne risentono i ranking, finisce l'anno al 90º posto in singolare e al 75º in doppio. Dopo altre quattro sconfitte in singolare, torna a vincere un incontro in un tabellone principale nel marzo 2021 a Miami, oltre 17 mesi dopo la sua ultima vittoria in un torneo ATP. Quello stesso mese esce definitivamente dalla top 100, ed è la prima volta dal gennaio 2013. In doppio raggiunge invece due semifinali ATP nella prima parte del 2021 a Córdoba e a Buenos Aires. Non vince più alcun incontro in singolare nei tornei ATP e riprende a giocare nei Challenger, scendendo in settembre al 182º posto mondiale. Ad agosto esce dalla top 100 anche nel ranking di doppio, nonostante qualche raro buon risultato come la semifinale raggiunta in luglio all'ATP di Newport. A fine stagione mostra segnali di ripresa nei tornei Challenger di singolare, con la semifinale giocata ad Alicante e le finali raggiunte a Brest e a Helsinki.

### 2022: un titolo e una finale ATP, rientro nella top 60
Non consegue risultati di rilievo nei primi tre tornei giocati nel 2022, tra i quali gli Australian Open; si riscatta a inizio febbraio vincendo a Pune il suo quarto titolo ATP con il successo in tre set nella finale contro Emil Ruusuvuori, risultato con cui guadagna 51 posizioni nel ranking e rientra nella top 100, all'86º posto. Nei successivi 10 tornei supera il primo turno in singolare solo a Marrakech e torna a mettersi in luce a maggio raggiungendo la finale all'ATP 250 di Ginevra, sconfigge tra gli altri Nikoloz Basilašvili e cede al tie-break del set decisivo contro il nº 8 del mondo Casper Ruud; a fine torneo risale alla 63ª posizione mondiale. A Ginevra raggiunge anche la semifinale in doppio. Nonostante nei 4 mesi successivi vinca in singolare solo tre incontri di primo turno nel circuito maggiore, tra i quali quello contro Mackenzie McDonald agli US Open, a settembre sale al 56º posto ATP. Nel torneo di doppio dello Slam newyorkese si spinge fino ai quarti con Marcelo Demoliner, eliminano tra gli altri le teste di serie nº 5 Granollers / Zeballos e raccolgono solo 4 giochi contro Koolhof / Skupski. Si impone in entrambi i singolari nella sfida di Coppa Davis vinta 3-1 contro il Brasile. Nei restanti 6 tornei stagionali vince solo un incontro in singolare nelle qualificazioni di un torneo ATP.

### 2023 crollo nel ranking
Il momento negativo prosegue a inizio 2023, a febbraio perde tutti i punti guadagnati con il successo a Pune dell'anno precedente e scende oltre il 160º posto nel ranking. Subito dopo vince a Córdoba i primi incontri nel tabellone principale di un torneo ATP dagli ultimi US Open ed esce nei quarti per mano di Albert Ramos Viñolas. Subisce quindi una nuova serie quasi ininterrotta di sconfitte e dopo l'eliminazione a fine maggio nelle qualificazioni al Roland Garros si prende una pausa per guarire da un infortunio alla schiena; a giugno esce dalla top 300. Al rientro dopo due mesi di inattività raggiunge la finale al Challenger di Porto, viene sconfitto in rimonta da Luca Nardi e rientra nella top 300.

### 2024: ritiro
Nella sua ultima stagione prende parte solo a tornei locali, spostandosi al massimo in Spagna. Raggiunge i quarti nei Challenger di Oeiras 1 e Oeiras 2 e a Girona si ritira per walkover. A febbraio annuncia il suo prossimo ritiro all'Estoril Open dove, dopo essere uscito all'esordio contro Fils, riceve anche il saluto dei Big Three.

## Statistiche
Aggiornate a fine carriera.

### Singolare

#### Vittorie (4)
| Legenda              |
| Grande Slam (0)      |
| ATP Finals (0)       |
| ATP Masters 1000 (0) |
| ATP Tour 500 (0)     |
| ATP Tour 250 (4)     |

| N. | Data              | Torneo                       | Superficie  | Avversari in finale   | Punteggio        |
| 1. | 29 settembre 2013 | Malaysian Open, Kuala Lumpur | Cemento (i) | Julien Benneteau      | 2-6, 7-5, 6-4    |
| 2. | 1º novembre 2015  | Valencia Open, Valencia      | Cemento (i) | Roberto Bautista Agut | 3-6, 6-3, 6-4    |
| 3. | 6 maggio 2018     | Estoril Open, Cascais        | Terra rossa | Frances Tiafoe        | 6-4, 6-4         |
| 4. | 6 febbraio 2022   | Maharashtra Open, Pune       | Cemento     | Emil Ruusuvuori       | 7-6(9), 4-6, 6-1 |

#### Finali perse (8)
| Legenda              |
| Grande Slam (0)      |
| ATP Finals (0)       |
| ATP Masters 1000 (0) |
| ATP Tour 500 (0)     |
| ATP Tour 250 (8)     |

| N. | Data              | Torneo                               | Superficie  | Avversari in finale   | Punteggio           |
| 1. | 13 luglio 2014    | Swedish Open, Båstad                 | Terra rossa | Pablo Cuevas          | 2-6, 1-6            |
| 2. | 21 settembre 2014 | Moselle Open, Metz                   | Cemento (i) | David Goffin          | 4-6, 3-6            |
| 3. | 23 maggio 2015    | Geneva Open, Ginevra                 | Terra rossa | Thomaz Bellucci       | 6(4)-7, 4-6         |
| 4. | 26 luglio 2015    | Croatia Open Umag, Umago             | Terra rossa | Dominic Thiem         | 4-6, 1-6            |
| 5. | 27 settembre 2015 | St. Petersburg Open, San Pietroburgo | Cemento (i) | Milos Raonic          | 3-6, 6-3, 3-6       |
| 6. | 14 gennaio 2017   | Auckland Open, Auckland              | Cemento     | Jack Sock             | 3-6, 7-5, 3-6       |
| 7. | 5 agosto 2017     | Austrian Open, Kitzbühel             | Terra rossa | Philipp Kohlschreiber | 3-6, 4-6            |
| 8. | 21 maggio 2022    | Geneva Open, Ginevra (2)             | Terra rossa | Casper Ruud           | 6(3)-7, 6-4, 6(1)-7 |

### Doppio

#### Finali perse (1)
| Legenda              |
| Grande Slam (0)      |
| ATP Finals (0)       |
| ATP Masters 1000 (1) |
| ATP Tour 500 (0)     |
| ATP Tour 250 (0)     |

| Numero | Data           | Torneo                        | Superficie  | Compagno            | Avversari in Finale               | Punteggio        |
| 1.     | 20 maggio 2018 | Internazionali d'Italia, Roma | Terra rossa | Pablo Carreño Busta | Juan Sebastián Cabal Robert Farah | 6-3, 4-6, [4-10] |

### Tornei minori

#### Singolare

##### Vittorie (12)
| Legenda tornei minori |
| Challenger (5)        |
| Futures (7)           |

| N.  | Data            | Torneo                       | Superficie  | Avversario in finale    | Punteggio        |
| 1.  | 21 giugno 2009  | Spain F21, Puerto de la Cruz | Terra rossa | Andrea Falgheri         | 6(2)–7, 7-5, 6-3 |
| 2.  | 30 maggio 2010  | F17, Valldoreix              | Terra rossa | Ivan Nedelko            | 6-0, 6-3         |
| 3.  | 6 giugno 2010   | F18, Adeje                   | Terra rossa | David Thurner           | 7-5, 6-4         |
| 4.  | 13 giugno 2010  | Spain F19, Puerto de la Cruz | Terra rossa | Michael Lammer          | 7-5, 6-4         |
| 5.  | 8 maggio 2011   | Spain F14, Balaguer          | Terra rossa | Daniel Taro             | 6-3, 6-1         |
| 6.  | 15 maggio 2011  | Spain F15, Lleida            | Terra rossa | Roberto Carballés Baena | 6-3, 6-3         |
| 7.  | 5 giugno 2011   | Franken Challenge, Fürth     | Terra rossa | Jan-Lennard Struff      | 6-2, 0-6, 6-2    |
| 8.  | 23 ottobre 2011 | Spain F38, Sabadell          | Terra rossa | Marcel Zimmermann       | 3-6, 7–6(4), 6-4 |
| 9.  | 15 aprile 2012  | Mersin Cup, Mersin           | Terra rossa | Javier Martí            | 6-4, 0-6, 6-4    |
| 10. | 29 luglio 2012  | Tampere Open, Tampere        | Terra rossa | Éric Prodon             | 7–6(5), 6-4      |
| 11. | 9 giugno 2013   | Franken Challenge, Fürth     | Terra rossa | Wayne Odesnik           | 3-6, 6-3, 6-4    |
| 12. | 28 luglio 2013  | Guimarães Open, Guimarães    | Terra rossa | Marius Copil            | 6-3, 6-0         |

##### Finali perse (9)
| Legenda tornei minori |
| Challenger (5)        |
| Futures (4)           |

| N. | Data             | Torneo                                             | Superficie  | Avversario in finale     | Punteggio     |
| 1. | 31 maggio 2009   | Spain F18, Telde                                   | Terra rossa | Sergio Gutierrez-Ferrol  | 6-1, 1-6, 5-7 |
| 2. | 19 luglio 2009   | France F12, Saint-Gervais                          | Terra rossa | Adrián Menéndez Maceiras | 6-1, 4-6, 5-7 |
| 3. | 8 novembre 2009  | Spain F37, Vilafranca del Penedès                  | Terra rossa | Pedro Clar-Rossello      | 1-6, 3-6      |
| 4. | 3 ottobre 2010   | F35, Martos                                        | Terra rossa | Adrián Menéndez Maceiras | 5-7, 6(6)–7   |
| 5. | 2 settembre 2012 | Città di Como Challenger, Como                     | Terra rossa | Andreas Haider-Maurer    | 3-6, 4-6      |
| 6. | 14 luglio 2013   | San Benedetto Tennis Cup, San Benedetto del Tronto | Terra rossa | Andrej Martin            | 4-6, 3-6      |
| 7. | 31 ottobre 2021  | Brest Challenger, Brest                            | Cemento (i) | Brandon Nakashima        | 3-6, 3-6      |
| 8. | 21 novembre 2021 | Tali Open, Helsinki                                | Cemento (i) | Alex Molčan              | 3-6, 2-6      |
| 9. | 6 agosto 2023    | Porto Open, Porto                                  | Cemento     | Luca Nardi               | 7-5, 4-6, 1-6 |

## Risultati in progressione
| Sigla | Risultato               |
| ----- | ----------------------- |
| V     | Vincitore               |
| F     | Finalista               |
| SF    | Semifinalista           |
| O     | Oro olimpico            |
| A     | Argento olimpico        |
| SF    | Bronzo olimpico         |
| QF    | Quarti di Finale        |
| 4T    | Quarto turno            |
| 3T    | Terzo turno             |
| 2T    | Secondo turno           |
| 1T    | Primo turno             |
| RR    | Round Robin             |
| LQ    | Turno di qualificazione |
| A     | Assente                 |
| ND    | Non disputato           |

| Legenda superfici    |
| -------------------- |
| Cemento              |
| Terra battuta        |
| Erba                 |
| Superficie variabile |

### Singolare
| Torneo             | 2011 | 2012 | 2013          | 2014          | 2015          | 2016 | 2017          | 2018          | 2019          | 2020          | 2021 | 2022 | 2023 | V-S   |
| Tornei Grande Slam |      |      |               |               |               |      |               |               |               |               |      |      |      |       |
| Australian Open    | Q1   | Q3   | 2T            | 1T            | 3T            | 3T   | 1T            | 2T            | 3T            | 1T            | A    | 1T   | 1T   | 8-10  |
| Open di Francia    | A    | 1T   | 2T            | 1T            | 2T            | 2T   | 2T            | 1T            | 1T            | 1T            | 1T   | 2T   | Q1   | 5-11  |
| Wimbledon          | Q1   | Q2   | Q3            | 1T            | 1T            | 3T   | 1T            | 1T            | 4T            | ND            | 1T   | 1T   | A    | 5-8   |
| US Open            | Q2   | Q1   | 3T            | 2T            | 1T            | 3T   | 1T            | 4T            | 1T            | 1T            | Q1   | 2T   | A    | 9-9   |
| Vittorie-Sconfitte | 0-0  | 0-1  | 4-3           | 1-4           | 3-4           | 7-4  | 1-4           | 4-4           | 5-4           | 0-3           | 0-2  | 2-4  | 0-1  | 27-38 |
| Giochi Olimpici    |      |      |               |               |               |      |               |               |               |               |      |      |      |       |
| Giochi Olimpici    | ND   | A    | Non disputati | Non disputati | Non disputati | 2T   | Non disputati | Non disputati | Non disputati | Non disputati | 1T   | ND   | ND   | 1-2   |
| Vittorie-Sconfitte | ND   | 0-0  | Non disputati | Non disputati | Non disputati | 1-1  | Non disputati | Non disputati | Non disputati | Non disputati | 0-1  | ND   | ND   | 1-2   |

### Doppio
| Torneo             | 2013          | 2014          | 2015          | 2016 | 2017          | 2018          | 2019          | 2020          | 2021 | 2022 | 2023 | V-S   |
| Tornei Grande Slam |               |               |               |      |               |               |               |               |      |      |      |       |
| Australian Open    | A             | 1T            | 2T            | 1T   | 1T            | 2T            | SF            | 1T            | A    | A    | 1T   | 6-8   |
| Open di Francia    | A             | 3T            | 1T            | 2T   | 1T            | 3T            | 1T            | 1T            | A    | 1T   | A    | 5-8   |
| Wimbledon          | Q1            | 1T            | 1T            | 1T   | 1T            | 3T            | 2T            | ND            | A    | 2T   | A    | 4-7   |
| US Open            | A             | 2T            | QF            | 1T   | 1T            | 2T            | QF            | A             | A    | QF   | A    | 11-7  |
| Vittorie-Sconfitte | 0-0           | 3-4           | 4-4           | 1-4  | 0-4           | 6-4           | 8-4           | 0-2           | 0-0  | 4-3  | 0-1  | 26-30 |
| Giochi Olimpici    |               |               |               |      |               |               |               |               |      |      |      |       |
| Giochi Olimpici    | Non disputati | Non disputati | Non disputati | 2T   | Non disputati | Non disputati | Non disputati | Non disputati | 1T   | ND   | ND   | 1-2   |
| Vittorie-Sconfitte | Non disputati | Non disputati | Non disputati | 1-1  | Non disputati | Non disputati | Non disputati | Non disputati | 0-1  | ND   | ND   | 1-2   |

### Doppio misto
Nessuna partecipazione